# مجزرة مدينة حمد السكنية
مجزرة مدينة حمد السكنية (2023) هي مجزرةٌ ارتكبها سلاح الجوّ الإسرائيلي حينما أغارَ على مدينة حمد السكنية في خان يونس. وخلال يوم السبت الموافق 18 نوفمبر 2023 قام سلاح الجو بشن سلسلة غارات على مدينة حمد السكنية، واستهدفت هذه الغارات منازل سكنية يعيش به كافة أفراد عائلة أبو حطب وعدد من أنسباءهم. هذه المجزرة من ضمن عدة مجازر وقعت خلال عملية طوفان الأقصى. تسبّبت هذه المجزرة الإسرائيليّة والتي استهدفت مدينة حمد السكنية إلى استشهاد أكثر من 27 شهيداً.

## خلفية الحدث
في ساعاتِ الصباح الأولى من يوم السابع من أكتوبر 2023 أطلقت حركة المقاومة الإسلامية حماس عبر ذراعها العسكري كتائب الشهيد عز الدين القسام عملية طوفان الأقصى وذلك ردًا على الاعتداءات الإسرائيلية وتدنيس الأقصى والاستمرار في الاستيطان، كما أكّد على ذلك محمد الضيف القائد العام للقسّام والذي أعطى إشارة انطلاق العمليّة التي شهدت اقتحامًا من المقاومين لمستوطنات غلاف غزة ونجحوا في قتلِ عدد كبيرٍ من الجنود الإسرائيلين، وأسر عشرات آخرين كما استطاعوا خلال ساعات قطع عشرات الكيلومترات ووصلوا لمستوطنات أبعد من تلك المحيطة والقريبة من قطاع غزة.
استمرَّت الاشتباكات بين الجيش الإسرائيلي وبين المقاومين في عديد من المستوطنات وعلى رأسها مستوطنة سديروت. الرد الإسرائيلي على هذه العمليّة جاء من خلال شنّ سلاح الجو الإسرائيلي عشرات الغارات العشوائيّة على القطاع متسبّبة في مقتل عشرات المدنيين وتدمير البنية التحتية لمدن القطاع، ليصل حد فرض إغلاق شامل وقطع متعمد لكل الخدمات من ماء وكهرباء وغاز، وهو ما هدَّد حياة أكثر من مليونَي فلسطيني يعيشُ داخل القطاع الذي يُعاني أصلًا من تبعات الحصار الخانق عليهم منذ ستة عشر عاماً.
وفي مساء يوم 27 أكتوبر/تشرين الأول، أعلن جيش الاحتلال الإسرائيلي بدء الهجوم بري على قطاع غزة من خلال بدء التوغل في بلدة بيت حانون ومخيم البريج. حدث الهجوم وسط سلسلة من الغارات الجوية الإسرائيلية واسعة النطاق التي أدت إلى قطع الاتصالات المتنقلة والوصول إلى الإنترنت في غزة.

## الضحايا
1. ساجدة محمد عمر أبو حطب
2. عمر محمد عمر أبو حطب
3. محمد صبحي محمد أبو حطب
4. عادل صبحي محمد أبو حطب
5. منة محمد نعمان صلوحة ابو حطب
6. وائل صبحي محمد أبو حطب
7. ريم صبحي محمد أبو حطب
8. عماد عادل صبحي أبو حطب
9. ملك تحسين حسن ابو حطب
10. سوزان عمر صبحي أبو حطب
11. ياسمين عمر صبحي أبو حطب
12. حنين علي المصري أبو حطب
13. رانيا عمر محمد أبو حطب
14. صبحي وائل صبحي أبو حطب
15. ساجدة حسين عمر اللدعة
16. نور خاتم خالد ابو عيشة
17. تالين حاتم خال ابو عيشة
18. نهيل حاتم خالد ابو عيشة
19. لما حاتم خالد ابو عيش
20. منة تحسين ابو حطب
21. انهار عمر أبو حطب
22. عبد الرحمن وائل ابو حطب
23. ماريا احمد نعيم النبيه
24. سوزان نضال رشيد
25. عبد الكريم مصطفى جودة
26. محمد أحمد شعبان الزعيم
27. اسمهان حسين عيسى الزعيم